# Luceria eurrhippoides
Luceria eurrhippoides là một loài bướm đêm trong họ Erebidae.